# تشارلز بيرشارد
تشارلز بيرشارد هو سياسي أمريكي، ولد في 1810، وتوفي في 1 أبريل 1879. انتخب عضو جمعية ولاية ويسكونسن ‏.